# Eleccions presidencials franceses de 2002
Les eleccions presidencials franceses de 2002 van consistir en una primera volta el 21 d'abril de 2002, i una segona entre els dos candidats més votats (Jacques Chirac i Jean-Marie Le Pen) el 5 de maig de 2002. Aquestes eleccions van atreure l'atenció del món a causa de la inesperada aparició en la segona volta del candidat ultradretà Le Pen. Encara que el seu partit, el Front Nacional, es descriu a si mateix com a conservador el seu discurs dur duu a molts analistes a qualificar-lo com d'extrema dreta.

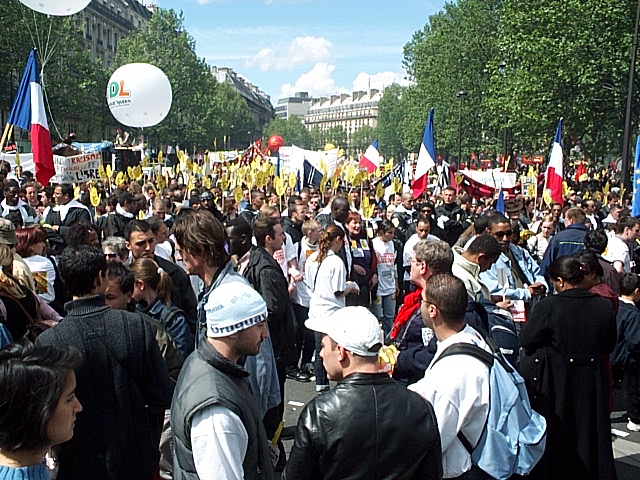
Concentració de l'1 de maig de 2002 a París.

En els mesos anteriors a les eleccions la campanya s'havia centrat en afers d'ordre públic, amb una atenció especial a la criminalitat juvenil, especialment entre els joves d'origen estranger. Lionel Jospin era en aquell moment Primer Ministre; el govern de Jospin era criticat per l'oposició per la seva tebiesa amb el crim. Hi ha qui considera que algunes informacions alarmistes de TF1 i altres mitjans van ressaltar més del degut la pretesa onada de crims.
La primera ronda de les eleccions va suposar una sorpresa per a molts observadors, ja que aquests esperaven una segona volta entre Chirac i Jospin. Altres observadors ja havien apuntat a la possibilitat que Jospin quedés fora de la segona volta donada la igualtat entre els candidats, la seva mala campanya i l'alt grau d'indecisos. La pobra imatge que va projectar Jospin unit a la dispersió del vot en l'esquerra a gran nombre de candidats va significar que Le Pen fos qui s'enfrontés a Chirac en la segona volta. L'elecció va produir el qüestionament del sistema de doble volta per part dels perdedors i també va aixecar preocupació a causa de l'apatia i a la manera que l'esquerra s'havia fragmentat.
Com a conseqüència dels totalment democràtics resultats es va estendre entre els perdedors una gran commoció, i més d'un milió de persones van prendre part en marxes per a expressar la seva oposició a les idees de Le Pen. Un dels lemes d'aquests manifestants era: "avergonyit de ser francès", en al·lusió a l'eslògan de campanya del Front Nacional: "orgullós de ser francès". Les protestes van començar la nit del 21 d'abril i van continuar durant els dies: 
- 24 d'abril: 60.000 persones es manifesten contra l'èxit de Le Pen.
- 25 d'abril: 250.000 persones es manifesten contra l'èxit de Le Pen.
- 26 d'abril: 200.000 persones es manifesten contra l'èxit de Le Pen (45.000 d'elles a París).
- 1 de maig, aproximadament 20.000 persones acudeixen a la celebració anual del Front Nacional a París en honor de Joana d'Arc i com suport a Jean-Marie Le Pen.

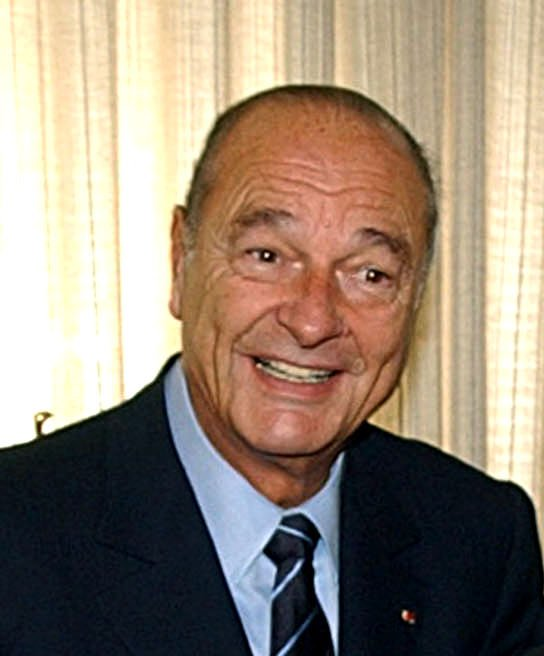
Jacques Chirac.

L'elecció entre Chirac, acusat d'alguns escàndols de corrupció durant la seva etapa com a alcalde de París però que es beneficiava del dret d'immunitat presidencial, i Le Pen, un nacionalista freqüentment acusat de racisme i antisemitisme, va ser per a molts molt dura. Es van realitzar propostes com anar a votar amb una pinça en el nas per a expressar el disgust de votar Chirac, però això podria ser il·legal, ja que està prohibit anunciar el vot propi dintre del recinte de votació. Chirac va derrotar Le Pen amb un resultat aclaparador.

## Resultats

### Primera volta
| Eleccions presidencials franceses (2002) Primera volta |        |            |        |
| Candidat                                               | Partit | Vots       | %      |
| Jacques Chirac                                         | RPR    | 5.666.440  | 19,88% |
| Jean-Marie Le Pen                                      | FN     | 4.805.307  | 16,86% |
| Lionel Jospin                                          | PS     | 4.610.749  | 16,18% |
| François Bayrou                                        | UDF    | 1.949.436  | 6,84%  |
| Arlette Laguiller                                      | LO     | 1.630.244  | 5,72%  |
| Jean-Pierre Chevènement                                | MC     | 1.518.901  | 5,33%  |
| Noël Mamère                                            | Verts  | 1.495.901  | 5,25%  |
| Olivier Besancenot                                     | LCR    | 1.210.694  | 4,25%  |
| Jean Saint-Josse                                       | CPNT   | 1.204.863  | 4,23%  |
| Alain Madelin                                          | DL     | 1.113.709  | 3,91%  |
| Robert Hue                                             | PCF    | 960.757    | 3,37%  |
| Bruno Mégret                                           | MNR    | 667,123    | 2,34%  |
| Christiane Taubira                                     | PRG    | 660,576    | 2,32%  |
| Corinne Lepage                                         | CAP21  | 535.911    | 1,88%  |
| Christine Boutin                                       | Forum  | 339.142    | 1,19%  |
| Daniel Gluckstein                                      | PT     | 132.702    | 0,47%  |
| Total                                                  |        | 28.502.455 |        |

- Cens electoral: 41.194.123
- Participació: 71,60%

### Segona volta
| Eleccions presidencials franceses (2002) Segona volta |        |            |        |
| Candidat                                              | Partit | Vots       | %      |
| Jacques Chirac                                        | RPR    | 25.540.873 | 82,21% |
| Jean-Marie Le Pen                                     | FN     | 5.525.906  | 17,79% |
| Total                                                 |        | 31.066.779 |        |

- Cens electoral: 41.191.009
- Participació: 79,71%